# Phymaturus spurcus
Phymaturus spurcus Barbour 1921 es una especie de lagarto de la Familia Liolaemidae, perteneciente al grupo patagonicus del género Phymaturus. Debido a su polimorfismo, se ha generado una confusión acerca de la identidad de poblaciones que han sido descriptas bajo el nombre de  P. spectabilis Lobo & Quinteros 2005, P. excelsus Lobo & Quinteros 2005 y Phymaturus agilis Scolaro, Ibargüengoytía & Pincheira-Donoso 2008, por lo que es la especie más debatida dentro del grupo patagonicus.
El nombre proviene del latín "spurcus" que significa "sucio", haciendo referencia al color marrón de los individuos de la descripción original (holotipo y paratipos).

## Características
La especie fue descripta como de color marrón, más amarillento hacia la cola, y sin manchas dorsales. Sin embargo, se considera que es una especie polimórfica, pudiendo tener un morfo enteramente marrón, un morfo marrón con manchas, y un morfo oscuro manchado que puede variar entre negro y blanco o marrón claro y oscuro.
Como todas las especies del género posee un cuerpo aplanado que le ayuda a refugiarse en las grietas de las rocas donde habita, es herbívora y vivípara. Poseen ciclos anuales pero ocasionalmente pueden saltearse un año reproductivo.

## Distribución geográfica
Es endémica de Argentina. Se distribuye al sur de la provincia de Río Negro, entre los 41° 17' S hasta los 41° 33' S, y desde los 69° 45' O hasta los 69° 55' O.

## Estado de conservación
La Asociación Herpetológica Argentina (AHA) categorizó a esta especie como Vulnerable debido a su distribución geográfica restringida, su bajo potencial reproductivo, su especialización al hábitat y por las bajas densidades de sus poblaciones. Sin embargo la categorización fue realizada en 2012 cuando P. excelsus y P. spectabilis eran consideradas especies diferentes, por lo que sería necesaria una actualización de su categoría.
La Unión Internacional para la Conservación de la Naturaleza (IUCN), en cambio, la considera una especie de Preocupación Menor (Least Concern).

## Debates acerca de la especie
La especie fue descripta en 1921 por Barbour a partir de 5 especímenes colectados por J. Peters en Estancia Huanuluan, provincia de Río Negro. Diez años después, sobre la base de la comparación de un paratipo de esta especie con un espécimen de Phymaturus patagonicus Koslowsky 1898, Burt and Burt ubicaron a P. spurcus en la sinonimia de Phymaturus patagonicus. En 2005, Lobo y Quinteros estudiaron caracteres morfológicos y morfométricos, concluyendo que P. spurcus es una especie válida distinta de P. patagonicus, designando un lectotipo de P. patagonicus. Coincidiendo con Cei and Castro (1973), los autores restringieron la localidad tipo de esta última especie a 40 km al oeste de Dolavon, provincia de Chubut, Argentina.
Por otro lado, comenzó un debate a partir del hallazgo de una hembra de P. spectabilis que parió dos crías, una con un patrón de coloración similar a la madre, y otra similar al patrón de P. agilis. Esto llevó a Lobo y colaboradores en 2012 a concluir que P. agilis es sinónimo de P. spectabilis. Al mismo tiempo otro investigador (J.A. Scolaro) observó que una hembra de P. spurcus dio a luz crías con patrón de coloración de P. excelsus, y hembras de P. excelsus que parían crías con patrón de P. excelsus y P. spectabilis. Basados en estas observaciones y en análisis moleculares con el gen mitocondrial COI, bajo un proyecto de códigos de barra genéticos, Corbalán y colaboradores sugirieron la sinonimia de P. agilis, P. spectabilis y P. excelsus a P. spurcus en 2016. Lobo y colaboradores en 2018 rechazaron la sinonimia de P. spectabilis y P. excelsus (aunque mantuvieron la de P. agilis con P. spurcus) argumentando que un solo gen no es suficiente para llegar a esa conclusión. Al año siguiente, Becker y colaboradores llegaron a la misma conclusión que Corbalán et al. (2016) utilizando COI, cytocromo b, dos subunidades de NADH deshidrogenasa (ND1 y ND2) y 8 ARNs de transferencia. Además, capturaron hembras preñadas y aportaron más evidencia de nacimientos de individuos de diferentes morfos. Estos resultados permitieron proponer nuevamente la sinonimia P. agilis, P. spectabilis y P. excelsus a P. spurcus. 

## Galería de imágenes

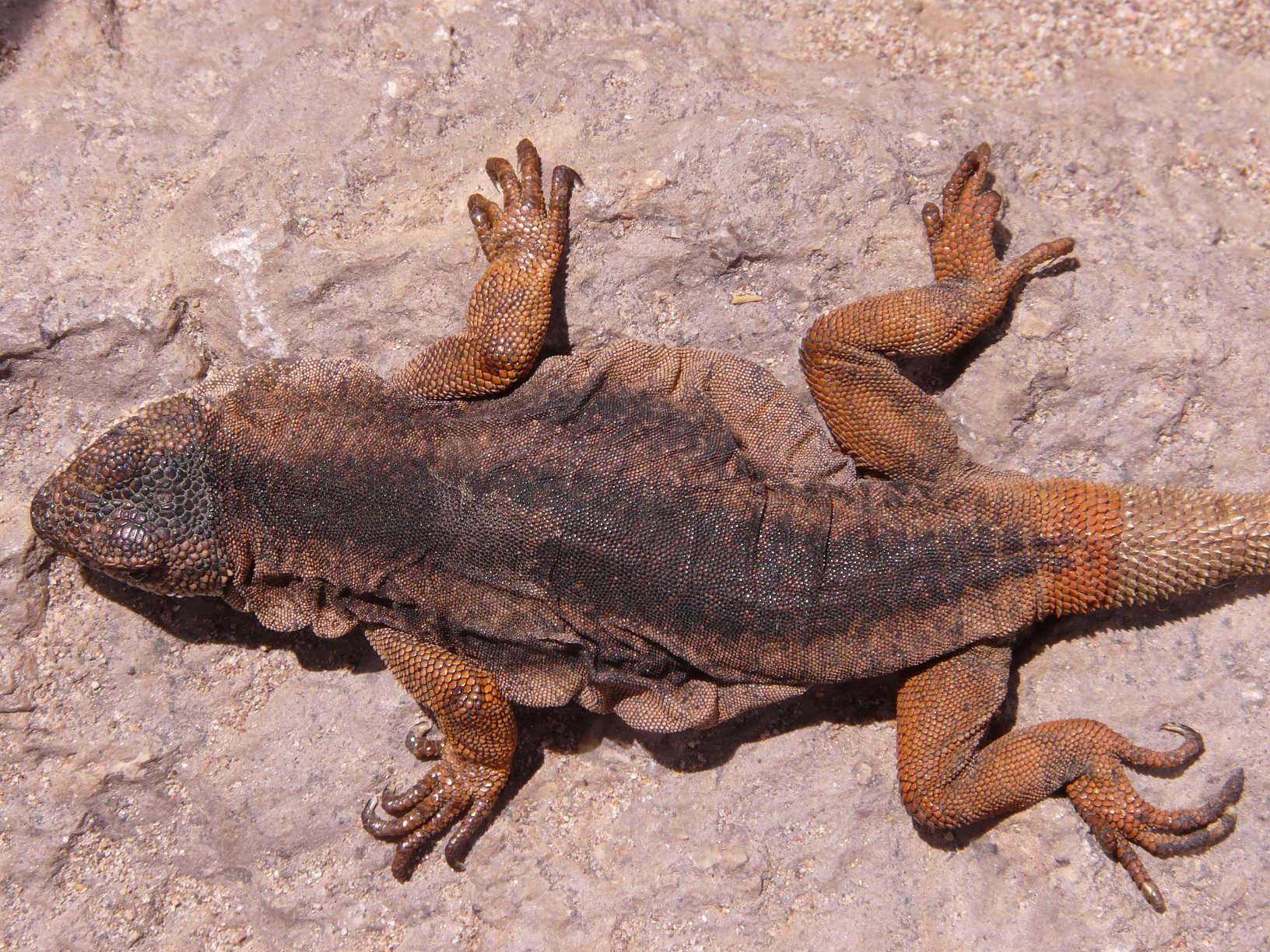
Morfo agilis
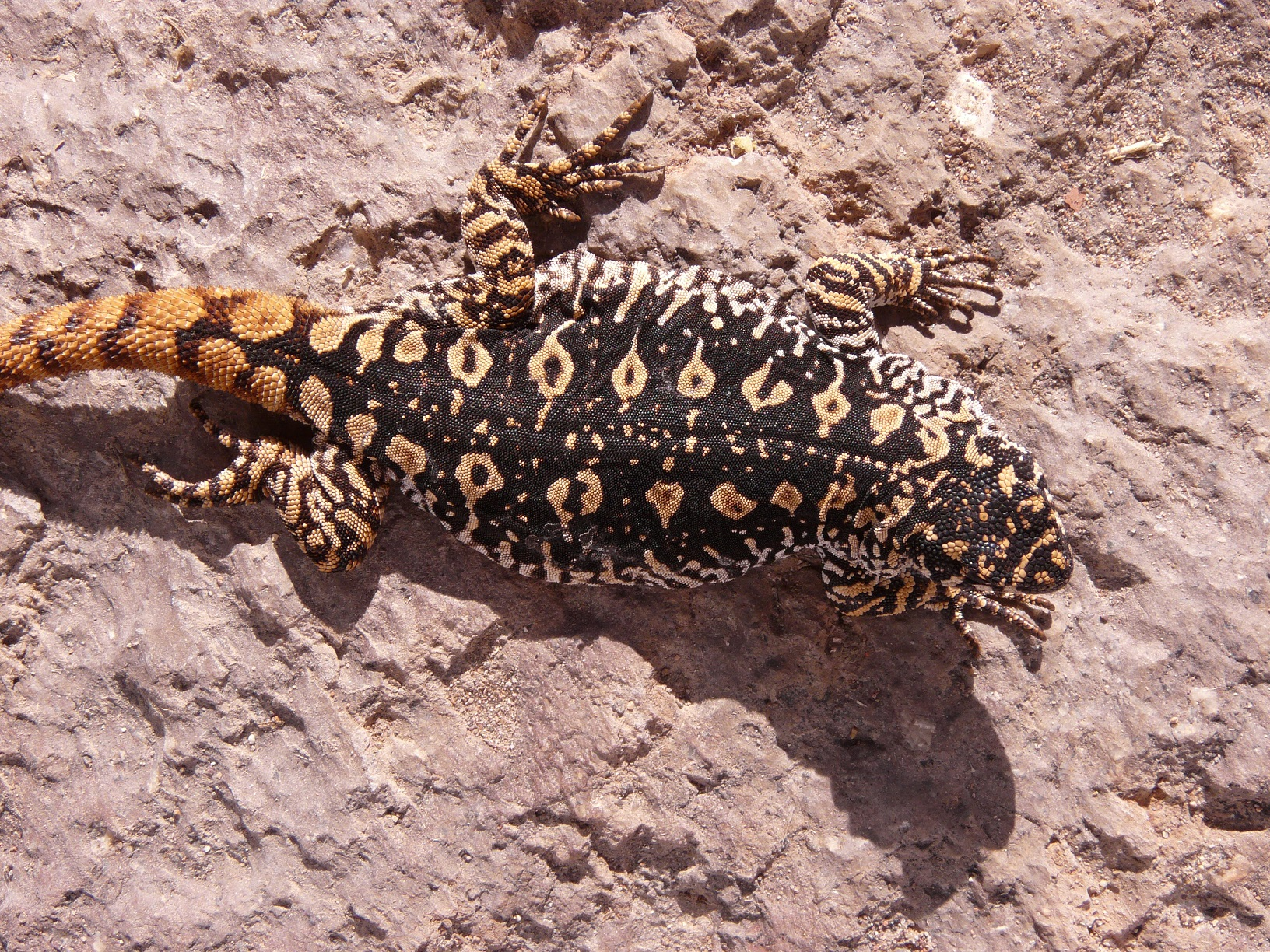
Morfo spectabilis
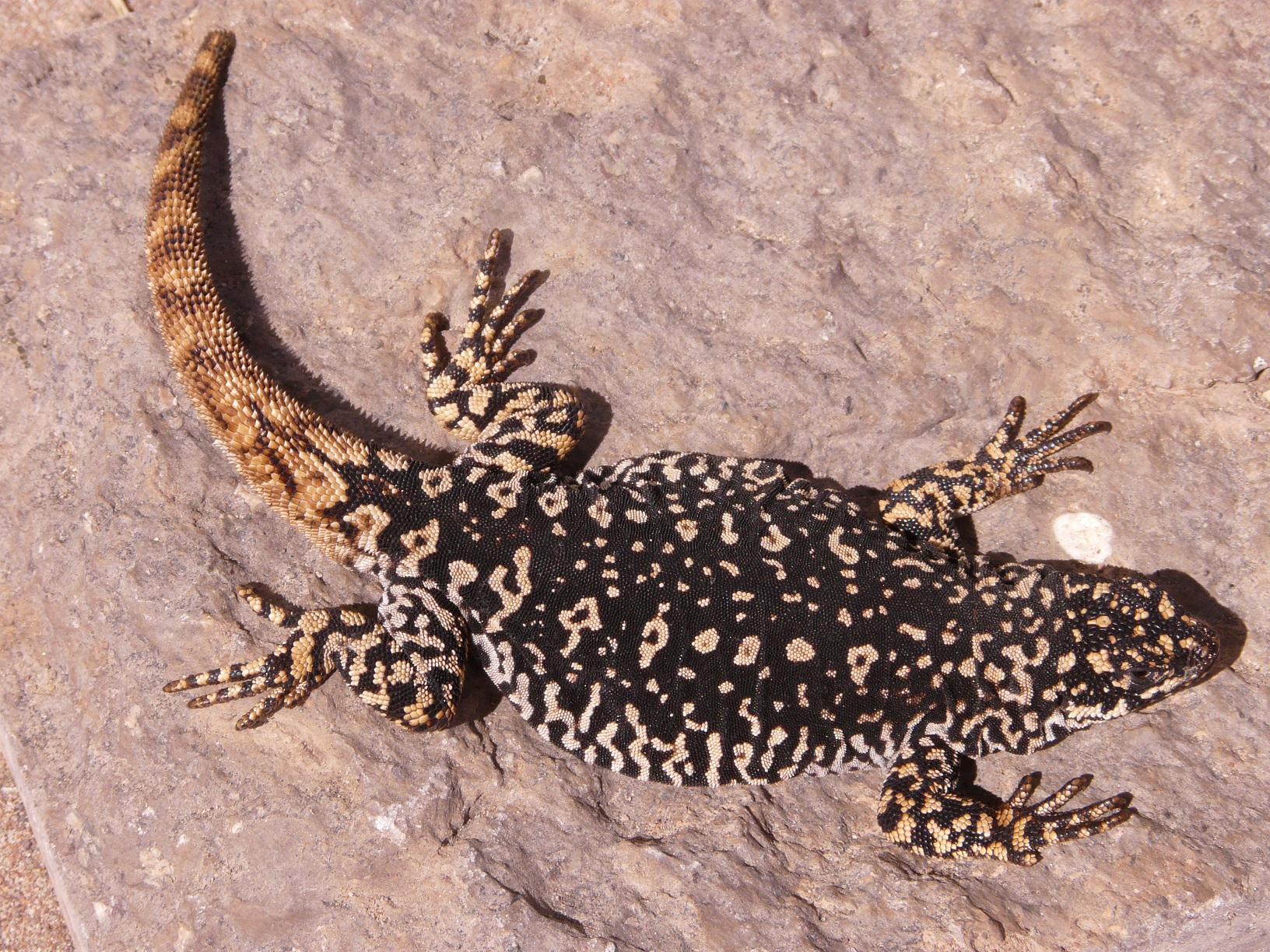
Morfo excelsus
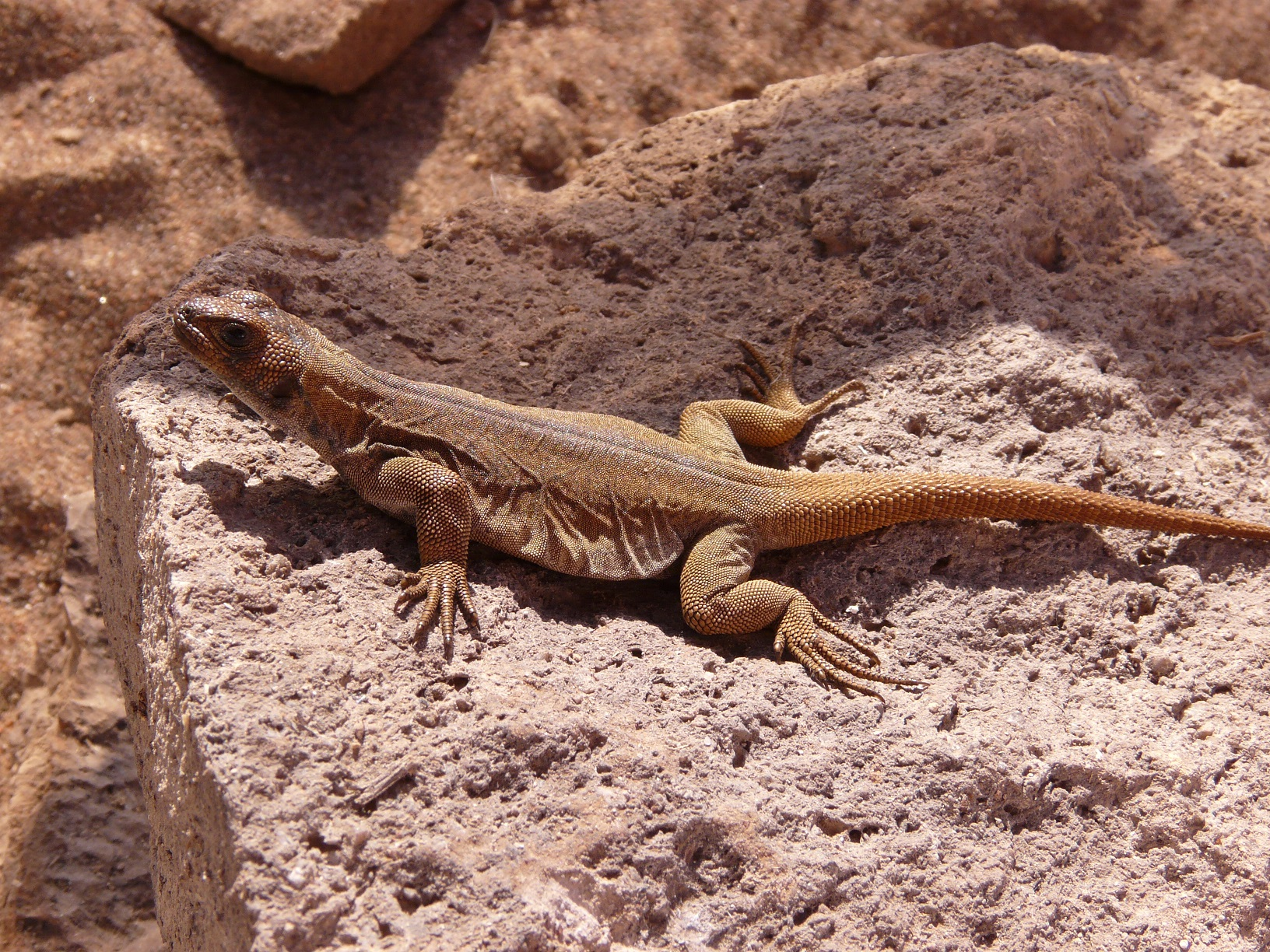
Morfo spurcus